# 鹿沼市
鹿沼市（かぬまし）は、栃木県の中部に位置する市。1948年（昭和23年）市制施行。

## 概要
東京より北に100km、栃木県のほぼ中央に位置し、県の3地域区分では県央、4地域区分では県西に属する。
北は日光市、東は宇都宮市、南は栃木市と壬生町、西は佐野市と群馬県みどり市に接する。
歴史的に日光との結びつきが深く、古くから県西（上都賀地区）の政治、経済の中心である。明治時代には上都賀郡役所が置かれ、現在も県上都賀庁舎が置かれている。また、中世より鹿沼城の城下町として栄え、その後、日光西街道（壬生通り）、日光例幣使街道の宿場町を経て、戦後日本の高度成長期と共に、より現代的な商工業都市へと発展し今日に至っている。
全国的に有名な鹿沼土やサツキを始め、麻、いちご、にら、こんにゃく、鹿沼そば等の農業生産も盛んで、他に、かぬまシウマイ、鹿沼箒、鹿沼組子、木工品等、最近では特産や名物の多いことが市の特色になりつつある。
2016年、いちご市宣言。

## 地理

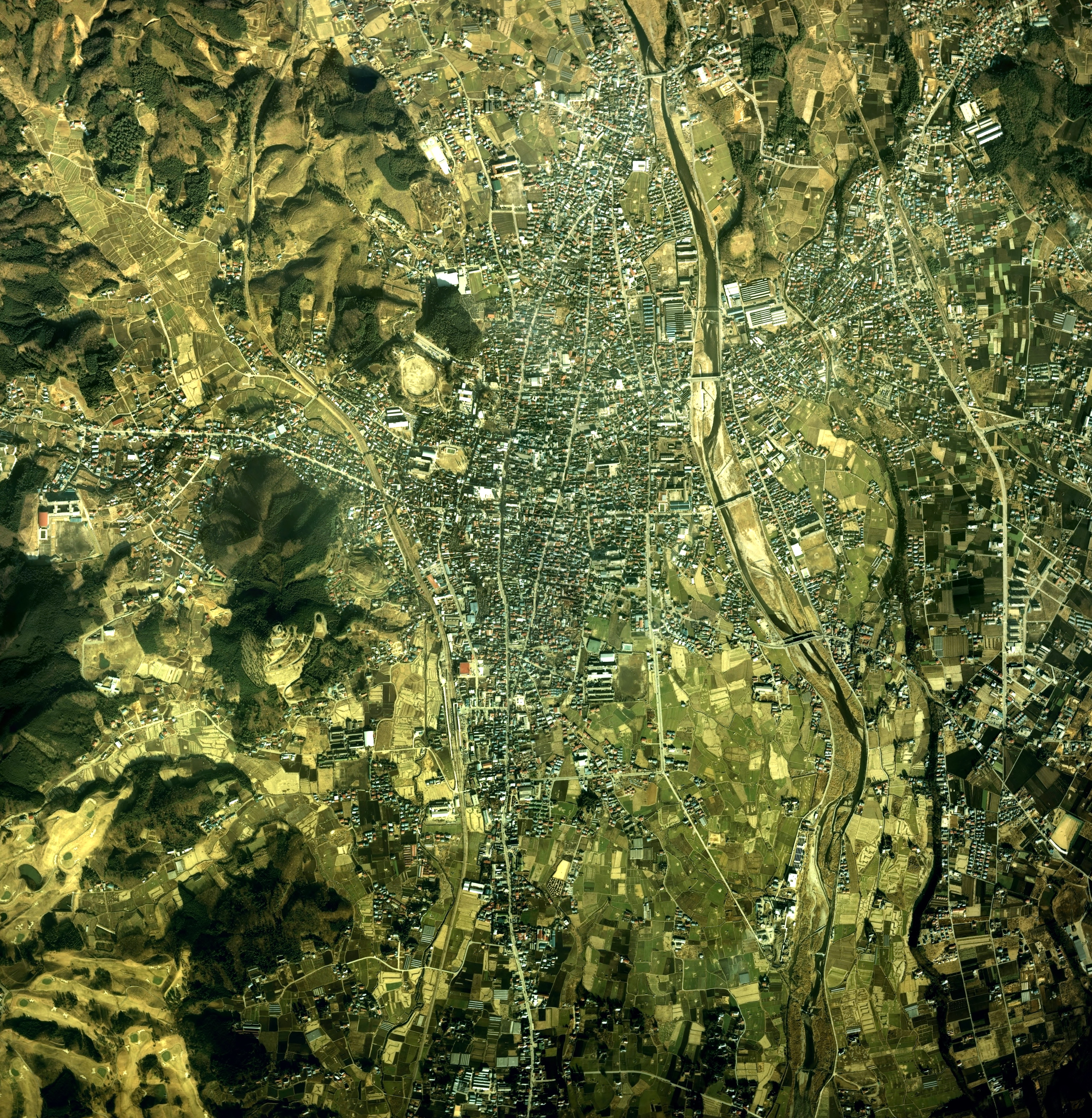
鹿沼市中心部周辺の空中写真。
1975年撮影の6枚を合成作成。。

市の面積は日光市・那須塩原市に次いで県内3位。

### 自然地理

#### 地形
関東地方の北部に位置する。市域の西半は足尾山地が占め、東半は鹿沼台地と呼ばれる洪積台地及びそれを刻む中・小河川により形成された段丘や谷底平野が、基本的な景観を作っている。

#### 山岳
- 足尾山地・夕日岳 1,526.1m（市内最高点）[2]
- 羽賀場山 774.5m：一等三角点
- 石裂山
- 横根山
- 粕尾峠

#### 河川
- 思川・小倉橋下流 79m（市内最低点）[2]

西部の足尾山地を源とする黒川、大芦川、荒井川、永野川などの思川水系の河川が北西から南東に流下する。市域は、これらの河川が作り出した段丘や氾濫原（見野・玉田付近）、谷底平野が大部分を占める。黒川流域は古くは網の目状に旧河道が分布していたが、現在は周辺と同じ高さまで埋土して利用されている。
板荷地区の黒川の上流、大芦地区の大芦川の上流等では、天然のヤマメ、イワナ、サンショウウオ、カジカなどが生息している。

#### 地質
山地（中・古生界）
市の西半を占める足尾山系は古・中生界の硬い堆積岩（チャートなど）からなる侵食山地で、北西に行くほど急峻になる。斜面には関東ローム層が堆積している。
丘陵（新第三系）
黒川の西側に南北に細長く鹿沼丘陵が伸びている。鹿沼城跡もこの丘陵上に位置する。また、鹿沼台地の上に孤立して残っている丘群もあり、これが茂呂山である。鹿沼丘陵も茂呂山も新第三系の海成地層で、堆積岩類や火山砕屑岩類が分布する。
台地（第四系）
鹿沼台地と呼ばれ、黒川と姿川に挟まれている。陸成の砂礫層の上に関東ローム層が分布する。台地上は水利が悪く平地林が広がっていた。ただ宙水や浅い谷、台地の崖線では水田も古くから営まれていた。最近は住宅地域や工業団地等として変貌が著しい。
鹿沼土（鹿沼軽石層）
栃木県の関東ローム層は3層からなるが、その中位層である宝木ローム層の中に、群馬県の赤城火山を給源火山（更新世約3万年前）とする約1mの厚さの鹿沼土（鹿沼軽石層）が見られる。「土」と名が付いているが実際は軽石である。全体として黄色に見え、園芸用として市内各地で採掘されている。上位の田原ロームとは暗色帯で境される。

#### 気候
鹿沼アメダスにおける観測では、宇都宮市よりも平均気温は1℃程度低く、特に最低気温が低く観測されている。冬は、冬日を年平均95.9日数えるなど朝晩は冷え込むが、真冬日を観測することは稀である。栃木県南部の平年値の統計がある観測点の中では、1月の平均気温が最も低い。夏は、8月の月平均最高気温は30℃に達するものの、熱帯夜と猛暑日の平均日数はそれぞれ0.4日と2.5日となっており、酷暑になることは少なく比較的冷涼である。降水量は冬に少なく夏に多い太平洋側気候の特徴を示す。
| 鹿沼（1991年 - 2020年）の気候                                 | 鹿沼（1991年 - 2020年）の気候 | 鹿沼（1991年 - 2020年）の気候 | 鹿沼（1991年 - 2020年）の気候 | 鹿沼（1991年 - 2020年）の気候 | 鹿沼（1991年 - 2020年）の気候 | 鹿沼（1991年 - 2020年）の気候 | 鹿沼（1991年 - 2020年）の気候 | 鹿沼（1991年 - 2020年）の気候 | 鹿沼（1991年 - 2020年）の気候 | 鹿沼（1991年 - 2020年）の気候 | 鹿沼（1991年 - 2020年）の気候 | 鹿沼（1991年 - 2020年）の気候 | 鹿沼（1991年 - 2020年）の気候 |
| 月                                                            | 1月                           | 2月                           | 3月                           | 4月                           | 5月                           | 6月                           | 7月                           | 8月                           | 9月                           | 10月                          | 11月                          | 12月                          | 年                            |
| ------------------------------------------------------------- | ----------------------------- | ----------------------------- | ----------------------------- | ----------------------------- | ----------------------------- | ----------------------------- | ----------------------------- | ----------------------------- | ----------------------------- | ----------------------------- | ----------------------------- | ----------------------------- | ----------------------------- |
| 最高気温記録 °C （°F）                                        | 17.0 (62.6)                   | 21.6 (70.9)                   | 26.2 (79.2)                   | 29.5 (85.1)                   | 34.0 (93.2)                   | 37.0 (98.6)                   | 37.0 (98.6)                   | 37.1 (98.8)                   | 35.6 (96.1)                   | 32.6 (90.7)                   | 24.3 (75.7)                   | 23.2 (73.8)                   | 37.1 (98.8)                   |
| 平均最高気温 °C （°F）                                        | 8.1 (46.6)                    | 9.0 (48.2)                    | 12.5 (54.5)                   | 17.9 (64.2)                   | 22.5 (72.5)                   | 25.2 (77.4)                   | 28.8 (83.8)                   | 30.1 (86.2)                   | 26.4 (79.5)                   | 20.9 (69.6)                   | 15.5 (59.9)                   | 10.4 (50.7)                   | 19.0 (66.2)                   |
| 日平均気温 °C （°F）                                          | 1.5 (34.7)                    | 2.4 (36.3)                    | 6.0 (42.8)                    | 11.5 (52.7)                   | 16.8 (62.2)                   | 20.4 (68.7)                   | 23.9 (75)                     | 24.9 (76.8)                   | 21.3 (70.3)                   | 15.5 (59.9)                   | 9.3 (48.7)                    | 3.8 (38.8)                    | 13.1 (55.6)                   |
| 平均最低気温 °C （°F）                                        | −3.5 (25.7)                   | −3.0 (26.6)                   | 0.1 (32.2)                    | 5.5 (41.9)                    | 11.6 (52.9)                   | 16.3 (61.3)                   | 20.3 (68.5)                   | 21.2 (70.2)                   | 17.4 (63.3)                   | 11.1 (52)                     | 4.2 (39.6)                    | −1.1 (30)                     | 8.3 (46.9)                    |
| 最低気温記録 °C （°F）                                        | −10.9 (12.4)                  | −11.3 (11.7)                  | −9.3 (15.3)                   | −4.7 (23.5)                   | 1.0 (33.8)                    | 7.8 (46)                      | 11.4 (52.5)                   | 12.2 (54)                     | 5.5 (41.9)                    | 0.1 (32.2)                    | −4.3 (24.3)                   | −9.1 (15.6)                   | −11.3 (11.7)                  |
| 降水量 mm （inch）                                            | 40.9 (1.61)                   | 37.5 (1.476)                  | 91.8 (3.614)                  | 125.7 (4.949)                 | 153.0 (6.024)                 | 203.6 (8.016)                 | 239.3 (9.421)                 | 240.4 (9.465)                 | 246.1 (9.689)                 | 186.1 (7.327)                 | 75.8 (2.984)                  | 37.2 (1.465)                  | 1,677.2 (66.031)              |
| 平均降水日数 （≥1.0 mm）                                      | 4.0                           | 5.0                           | 8.7                           | 10.6                          | 11.8                          | 14.8                          | 15.7                          | 13.8                          | 13.5                          | 10.1                          | 6.5                           | 4.1                           | 118.6                         |
| 平均月間日照時間                                              | 206.4                         | 194.5                         | 196.1                         | 187.8                         | 177.5                         | 120.6                         | 128.2                         | 153.4                         | 122.6                         | 139.3                         | 166.7                         | 195.2                         | 1,988.4                       |
| 出典1：理科年表                                               |                               |                               |                               |                               |                               |                               |                               |                               |                               |                               |                               |                               |                               |
| 出典2：気象庁（平均値：1991年 - 2020年、極値：1978年 - 現在） |                               |                               |                               |                               |                               |                               |                               |                               |                               |                               |                               |                               |                               |

### 人文地理
県都宇都宮市のベッドタウンという側面が強く、宇都宮市への通勤率は15.6%（平成22年国勢調査）。
典型的な地方都市の都市構造
市の中心地は地形上どうしても黒川左岸段丘上の洪積台地「坂上」、黒川が開削した低平な沖積平野である「坂下」の2つの地区に大きく分けられる。
「坂上」 - 鹿沼に及んだ車社会化の波 -
坂上はもともと黒川・姿川という二つの河川にはさまれた段丘上の洪積台地（鹿沼台地）上に位置し、畑作が卓越する地域であった。しかし近年は住宅街が相次いで造成されるとともに、ファミレス・郊外書店・カーディーラー・ホームセンター・量販店・アウトレットセンター・大型複合店舗をはじめ、低層で広大な駐車場を擁するロードサイドショップが続々展開し、またたく間に典型的な地方都市の郊外路線商業地ができあがった。走行中の自動車内からでも視認性の高い大きな看板がロードサイドに立ち並ぶ景観が広がる。
「坂下」 - 再開発の進む既存市街地 -
坂下は近世以来宿場町として栄えた既存の市街地である。しかしイトーヨーカドーが閉店、若い世代が坂上地区や他の地域へ引っ越すなどドーナツ化現象が急速に進んでいる。現在の鹿沼市は、他の都市と同様に、郊外に商業地が卓越している町となっている。
90年代後半からは、全国的な都心回帰、コンパクトシティ化の方向の中で、最近になって古峰原（こぶがはら）街道（栃木県道14号鹿沼日光線）を中心とする区画整理が進められている。

### 人口
市の人口は県内7位。
| |                                        |  |
| 鹿沼市と全国の年齢別人口分布（2005年） | 鹿沼市の年齢・男女別人口分布（2005年） |  |
| ■紫色 ― 鹿沼市 ■緑色 ― 日本全国 | ■青色 ― 男性 ■赤色 ― 女性              |  |
| 鹿沼市（に相当する地域）の人口の推移 \| 1970年（昭和45年） \| 89,196人 \| \| \| 1975年（昭和50年） \| 92,924人 \| \| \| 1980年（昭和55年） \| 95,999人 \| \| \| 1985年（昭和60年） \| 98,820人 \| \| \| 1990年（平成2年） \| 101,098人 \| \| \| 1995年（平成7年） \| 104,019人 \| \| \| 2000年（平成12年） \| 104,764人 \| \| \| 2005年（平成17年） \| 104,148人 \| \| \| 2010年（平成22年） \| 102,348人 \| \| \| 2015年（平成27年） \| 98,374人 \| \| \| 2020年（令和2年） \| 94,033人 \| \| |                                        |  |
| 総務省統計局 国勢調査より |                                        |  |
| 1970年（昭和45年） | 89,196人                               |  |
| 1975年（昭和50年） | 92,924人                               |  |
| 1980年（昭和55年） | 95,999人                               |  |
| 1985年（昭和60年） | 98,820人                               |  |
| 1990年（平成2年） | 101,098人                              |  |
| 1995年（平成7年） | 104,019人                              |  |
| 2000年（平成12年） | 104,764人                              |  |
| 2005年（平成17年） | 104,148人                              |  |
| 2010年（平成22年） | 102,348人                              |  |
| 2015年（平成27年） | 98,374人                               |  |
| 2020年（令和2年） | 94,033人                               |  |

## 歴史

### 古代・中世
山岳信仰の舞台として歴史に登場する。深山巴の宿（じんぜん・ともえ）は古代より修験者達が二荒山へ向かう宗教の道であったと同時に、足尾の鉱物を運ぶ金属の道でもあった。
- 1532年（天文元年）壬生氏により鹿沼城が築かれる。
- 1590年（天正18年）壬生義雄が小田原で陣没。壬生氏改易（5代続いた）でその居城である鹿沼城が廃城となる。

### 近世
城下町から宿場町として再び栄え始めた。
- 1610年（慶長15年）、阿部正次が鹿沼1万5,000石に封じられて鹿沼藩が成立する（1647年（正保4年）の朽木稙綱を鹿沼藩の初代藩主とする説もある）。
- 1647年（正保4年）、日光例幣使街道の制度が整備され、楡木宿[注釈 1]、奈佐原宿とともに鹿沼宿が設置される。
- 1724年（享保9年）、鹿沼藩主・内田正偏が改易されたために鹿沼藩は廃藩され、鹿沼は宿場町となる。
- 全国的に人口増加が停滞する近世後半において鹿沼宿の人口は約5割増加し、幕末時点で約3,500人を算した。その過半は、身分は農民だが実際には農間稼として商工業を生業とする者であった。農間稼ぎの収入は年貢の対象外であった。
- 一方で付近の村々は鹿沼宿への助郷役の負担にあえぎ、人口は減少の一途（間引きや鹿沼宿への流入）をたどった。
- 錯綜した領主配置；日光神領8村、幕府領10村、旗本領（31家）56村、大名領8村と錯綜しており、一村を複数の領主が支配する相給支配も多かった。

### 近代
「木工の町」として発展を始めた。
- 1889年（明治22年）4月1日、町村制施行により上都賀郡鹿沼町、西鹿沼村、花岡村、下府所村が合併して町制施行し鹿沼町が発足[6]。
- 1890年（明治23年）6月に日本鉄道日光支線（現JR日光線）鹿沼駅が開業。電力の全国的普及に伴う電柱（当時は木製）需要の急増や、関東大震災の復興需要の刺激を受けて、現在の鹿沼の主産業である木工業が発展し始める。（鹿沼の木工業は近代以降である。日光宮大工との関係云々は史料的な裏付けは無い）
- 1890年（明治23年）4月、下野麻紡績(株)（現帝国繊維(株)鹿沼工場）が開業（創設者は日光奈良部町出身の鈴木要三）、以来、近代鹿沼の重要産業である工業用麻生産を支えた。
- 1929年（昭和4年）4月、東武鉄道日光線新鹿沼駅が開業。
- 1944年（昭和19年）7月、東京都牛込区津久戸小学校その他の集団疎開を受け入れる。
- 1945年（昭和20年）7月12日夜半から翌13日未明にかけて空襲。天候は小雨。小型焼夷弾約1500発。死者9名、256戸焼亡（泉町付近）。米軍に鹿沼空襲の計画は無かったが、同日には宇都宮空襲（133機）があり、その一部が鹿沼にも飛来したと思われる。ただし、鹿沼空襲の戦果報告は米軍資料には無い。帰路の予定外の空襲と推測される。

### 現代

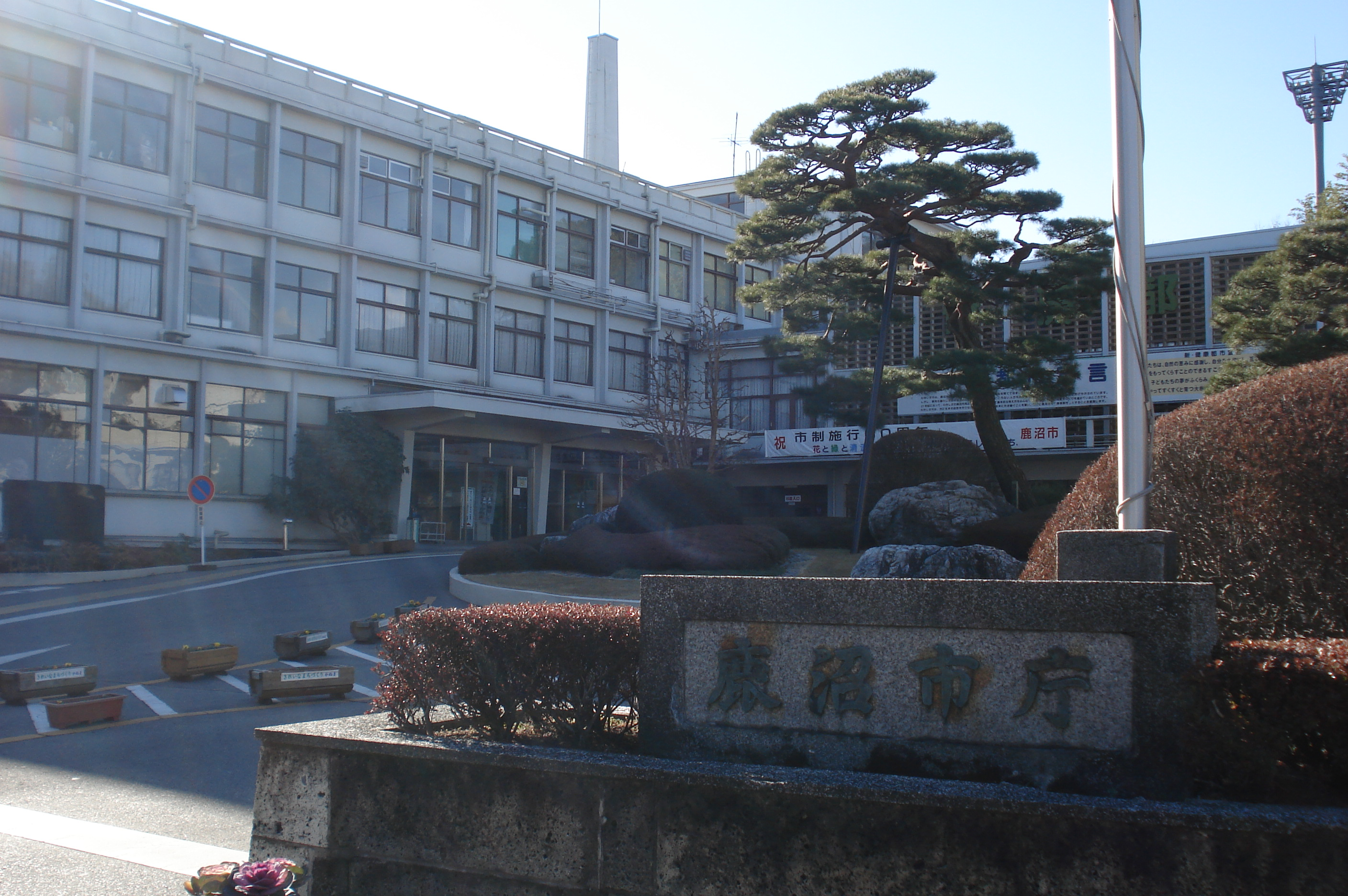
旧鹿沼市役所

- 1947年（昭和22年）9月4日 - 昭和天皇の戦後巡幸。帝国繊維工場などを視察[7]。北小学校校庭に奉迎場が設営された[8]。
- 1948年（昭和23年）10月1日 - 市旗・市章を制定する[9][10]。
- 1948年（昭和23年）10月10日 上都賀郡鹿沼町が県内で5番目、郡では最初に市制施行（単独市制）し、初代鹿沼市となる。
- 1951年（昭和26年）6月8日 初代「鹿沼市歌」を制定（現行の同名「鹿沼市歌」は2007年に制定された2代目）。
- 1954年（昭和29年）10月1日 鹿沼市、上都賀郡菊沢村、東大芦村、北押原村、板荷村、西大芦村、加蘇村、北犬飼村が合併し、2代目鹿沼市を新設する。
- 1955年（昭和30年）7月28日 上都賀郡南摩村を編入する。
- 1955年（昭和30年）10月1日 上都賀郡南押原村を編入する。
- 1964年（昭和39年）鹿沼木工団地造成。
- 1969年（昭和44年）鹿沼工業団地造成。
- 1972年（昭和47年）11月、東北自動車道鹿沼インターチェンジ供用開始。
- 1987年（昭和62年）とちぎ流通センター開設。
- 1998年（平成10年）市制50周年。
- 2001年（平成13年）10月31日 ごみ処理行政に絡み鹿沼市役所幹部が帰宅中に拉致され、群馬県の山中で暴力団員らに殺害される[11]（鹿沼市職員殺害事件）。
- 2006年（平成18年）1月1日、隣接する上都賀郡粟野町を編入する。人口約10万人。
- 2007年（平成19年）12月20日 市発注の公共事業のトラブル収拾のため、市長、市議会議長、鹿沼商工会議所会頭、元栃木県議会議長、住吉会系暴力団組長が会談する[12]。
- 2008年（平成20年）3月21日 市長と暴力団組長との会談について鹿沼市役所秘書室がマスコミに対し慎重な報道を要請する[12]。
- 2016年（平成28年）11月、いちご市宣言。
- 2018年（平成30年）市制70周年[13]。

鹿沼市旗
鹿沼市章

- 2021年（令和3年）新市庁舎が一部開庁。
- 2023年（令和5年）5月、新市庁舎が完全開庁[14]。
- 2023年（令和5年）市制75周年[15]。

## 行政

### 鹿沼市役所
2016年11月、いちご市宣言を行い、「いちごのまち」としてプロモーション活動をしている。
2021年、新庁舎が一部開庁、2023年5月、完全開庁。

### 歴代首長
鹿沼町長
| 代 | 氏名       | 就任                       | 退任                       | 備考     |
| -- | ---------- | -------------------------- | -------------------------- | -------- |
| 1  | 大谷瀬平   | 1889年（明治22年）4月27日  | 1889年（明治22年）10月     |          |
| 2  | 金子太平   | 1889年（明治22年）11月4日  | 1897年（明治30年）10月     |          |
| 3  | 山口亀造   | 1897年（明治30年）11月5日  | 1899年（明治32年）3月14日  |          |
| 4  | 鈴木源三郎 | 1899年（明治32年）4月21日  | 1903年（明治36年）12月14日 |          |
| 5  | 猪野春吉   | 1904年（明治37年）3月1日   | 1929年（昭和4年）3月2日    |          |
| 6  | 松本定吉   | 1929年（昭和4年）5月8日    | 1930年（昭和5年）5月20日   |          |
| 7  | 石塚幸太郎 | 1930年（昭和5年）6月13日   | 1931年（昭和6年）1月27日   |          |
| 8  | 藤田藤吉   | 1931年（昭和6年）5月5日    | 1932年（昭和7年）5月1日    |          |
| 9  | 臼井友四郎 | 1932年（昭和7年）5月10日   | 1933年（昭和8年）5月7日    |          |
| 10 | 大橋正松   | 1933年（昭和8年）5月8日    | 1935年（昭和10年）8月31日  |          |
| 11 | 清水一郎   | 1935年（昭和10年）11月7日  | 1939年（昭和14年）11月6日  |          |
| 12 | 太田五郎平 | 1939年（昭和14年）11月10日 | 1942年（昭和17年）5月10日  |          |
| 13 | 相馬恭治   | 1942年（昭和17年）6月3日   | 1946年（昭和21年）1月15日  |          |
| 14 | 鈴木金一郎 | 1946年（昭和21年）6月24日  | 1948年（昭和23年）10月10日 | 市制施行 |

鹿沼市長
| 代    | 氏名       | 就任                       | 退任                      | 備考                                            |
| ----- | ---------- | -------------------------- | ------------------------- | ----------------------------------------------- |
| 1-4   | 鈴木金一郎 | 1948年（昭和23年）10月10日 | 1962年（昭和37年）11月9日 |                                                 |
| 5-11  | 古澤俊一   | 1962年（昭和37年）11月10日 | 1988年（昭和63年）3月27日 | 在任中死去                                      |
| 12    | 稲川武     | 1988年（昭和63年）5月15日  | 1992年（平成4年）4月27日  | 1992年4月26日の市長選で再選するも、翌27日に死去 |
| 13-14 | 福田武     | 1992年（平成4年）6月21日   | 2000年（平成12年）6月20日 | 再選挙により初当選                              |
| 15-16 | 阿部和夫   | 2000年（平成12年）6月21日  | 2008年（平成20年）6月20日 |                                                 |
| 17-20 | 佐藤信     | 2008年（平成20年）6月21日  | 2024年（令和6年）6月20日  |                                                 |
| 21-   | 松井正一   | 2024年（令和6年）6月21日   | 現職                      |                                                 |

出典:『栃木県町村合併誌 第四巻』, p. 477、『日本の歴代市長 第一巻』, p. 599、『栃木県歴史人物事典』, p. 666

### 警察署
栃木県警察
鹿沼警察署
- 栃木県運転免許センター

### 消防署
鹿沼市消防本部
- 鹿沼市消防署

### 県の機関

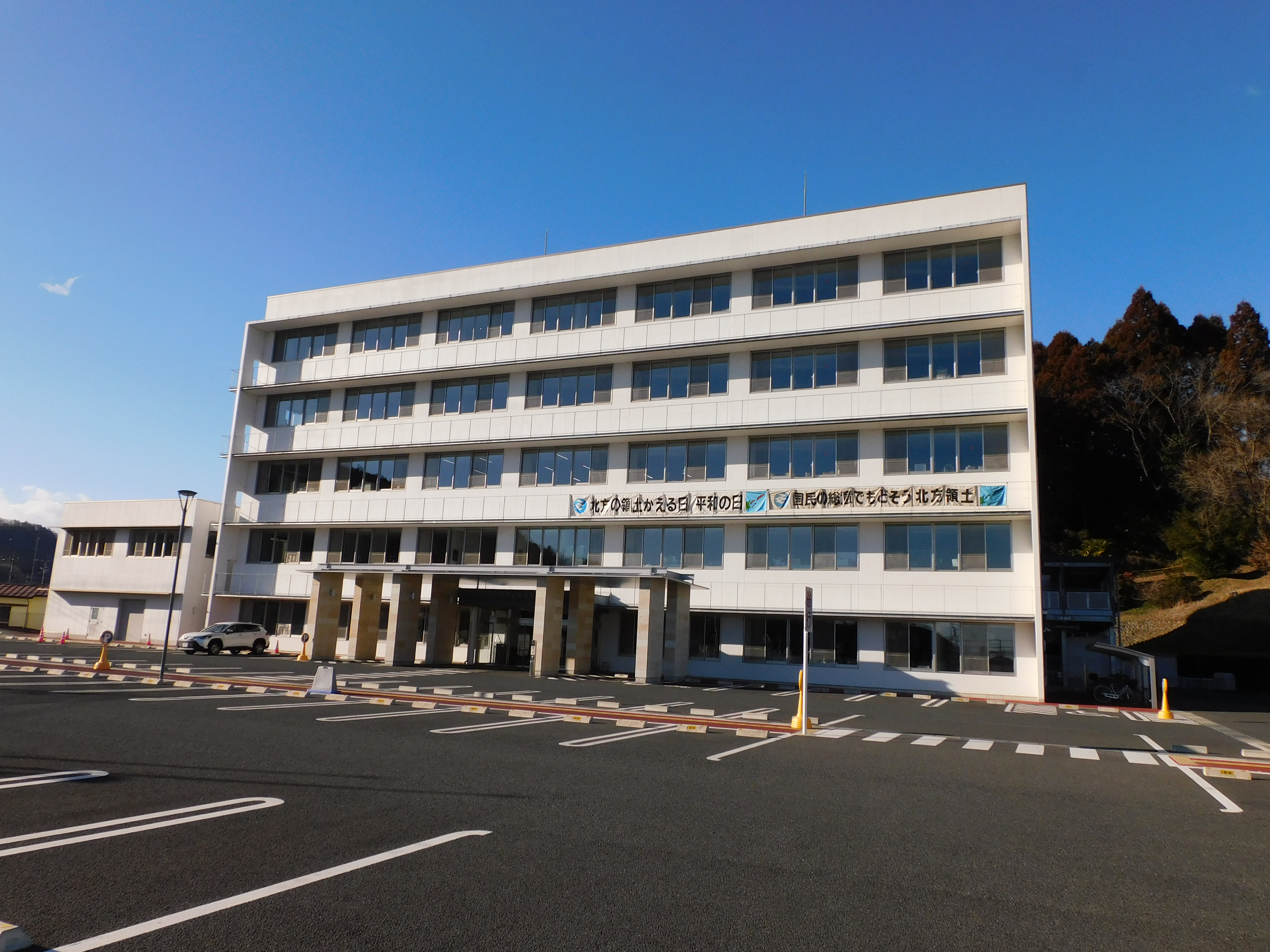
栃木県上都賀庁舎

栃木県庁
上都賀庁舎
- 県西健康福祉センター
- 県西保健所

### 国の機関
厚生労働省
栃木労働局
- 鹿沼労働基準監督署
- 鹿沼公共職業安定所（ハローワーク鹿沼）

国税庁
関東信越国税局
- 鹿沼税務署

法務省
東京法務局
宇都宮地方法務局
- 鹿沼法務局証明サービスセンター（鹿沼市役所庁舎1階）

独立行政法人水資源機構
- 思川開発建設所
  - 南摩ダム

### 鹿沼市議会
- 定数：24人

### 栃木県議会
- 選挙区：鹿沼市選挙区
- 定数：3人
- 任期：2023年4月30日 - 2027年4月29日
- 投票日：2023年4月9日
- 当日有権者数：79,211人
- 投票率：44.62％

| 候補者名 | 当落 | 年齢 | 党派名     | 新旧別 | 得票数   | 備考                |
| -------- | ---- | ---- | ---------- | ------ | -------- | ------------------- |
| 松井正一 | 当   | 57   | 立憲民主党 | 現     | 10,534票 | 2024年5月28日に辞職 |
| 神谷幸伸 | 当   | 69   | 自由民主党 | 元     | 8,461票  |                     |
| 湯沢英之 | 当   | 53   | 無所属     | 現     | 8,150票  |                     |
| 小林幹夫 | 落   | 69   | 自由民主党 | 現     | 7,848票  |                     |

### 国会衆議院
- 任期 ： 2021年（令和3年）10月31日 - 2025年（令和7年）10月30日（「第49回衆議院議員総選挙」参照）

| 選挙区                                                                                                  | 議員名   | 党派名     | 当選回数 | 備考   |
| --- | -------- | ---------- | -------- | ------ |
| 栃木県第2区（鹿沼市、宇都宮市（旧上河内町、河内町域）、日光市、さくら市、栃木市（旧西方町域）、塩谷郡） | 福田昭夫 | 立憲民主党 | 6        | 選挙区 |

## 交流

2004年、グランドフォークス市から粟野町（当時）に贈られたバッファロー像。口粟野の粟野総合運動公園に設置。

- 足立区 （東京都）足立区が鹿沼市に野外レクリエーションセンターを開設したことがきっかけで平成4年10月に提携
- 墨田区 （東京都）
- 台東区 （東京都）
- 春日部市 （埼玉県）
- 鉄嶺市 （中華人民共和国・遼寧省）平成4年3月15日に友好都市締結の調印
- アーミディル・デュマレク市（オーストラリア・ニューサウスウェールズ州）
- グランドフォークス市（アメリカ合衆国・ノースダコタ州）

## 生活

### 医療
- 上都賀総合病院
- 鹿沼地区休日夜間急患診療所 鹿沼地区休日急患歯科診療所

### 福祉
- 鹿沼市社会福祉協議会

### 町名一覧
地区分けは鹿沼市ホームページの統計・「鹿沼市の人口」で公開されている資料内 における15地区分けに基づく。

#### 鹿沼地区
- 朝日町
- 麻苧町
- 石橋町
- 泉町
- 今宮町
- 上野町
- 御成橋町1-2丁目
- 貝島町
- 上材木町
- 上田町
- 銀座1-2丁目
- 久保町
- 坂田山1-4丁目
- 三幸町
- 下材木町
- 下田町1-2丁目
- 下横町
- 末広町
- 千手町
- 寺町
- 天神町
- 戸張町
- 鳥居跡町
- 中田町
- 仲町
- 西鹿沼町
- 花岡町
- 東末広町
- 日吉町
- 府中町
- 府所町
- 府所本町
- 文化橋町
- 蓬莱町
- 睦町
- 万町

#### 菊沢地区
- 古賀志町
- 下武子町
- 下遠部
- 千渡
- 高谷
- 武子
- 玉田町
- 栃窪
- 富岡
- 仁神堂町
- 見野

#### 東大芦地区
- 上日向
- 酒野谷
- 笹原田
- 下沢
- 下日向
- 引田
- 深岩

#### 北押原地区
- 上殿町
- 上奈良部町
- 塩山町
- 下奈良部町
- 奈佐原町
- 日光奈良部町
- みなみ町
- 村井町
- 樅山町

#### 板荷地区
- 板荷

#### 西大芦地区
- 上大久保
- 草久
- 下大久保

#### 加蘇地区
- 加園
- 上久我
- 下久我
- 野尻

#### 北犬飼地区
- 池ノ森
- 上石川
- さつき町
- 下石川
- 白桑田
- 深津
- 松原1-4丁目
- 茂呂
- 流通センター

#### 東部台地区
- 晃望台
- 幸町1-2丁目
- 栄町1-3丁目
- 西茂呂1-4丁目
- 東町1-3丁目
- 緑町1-3丁目

#### 南摩地区
- 旭が丘
- 油田町
- 上南摩町
- 佐目町
- 下南摩町
- 西沢町

#### 南押原地区
- 磯町
- 大和田町
- 亀和田町
- 北赤塚町
- 楡木町
- 野沢町
- 藤江町
- 南上野町

#### 粟野地区
- 入粟野
- 柏木
- 口粟野
- 中粟野

#### 粕尾地区
- 上粕尾
- 下粕尾
- 中粕尾

#### 永野地区
- 上永野
- 下永野

#### 清洲地区
- 北半田
- 久野
- 深程

### 教育

#### 特別支援学校
- 栃木県立富屋特別支援学校鹿沼分校

#### 高等学校
- 栃木県立鹿沼高等学校
- 栃木県立鹿沼東高等学校
- 栃木県立鹿沼南高等学校
- 栃木県立鹿沼商工高等学校
- 栃木県立粟野高等学校 - 2011年閉校。

#### 中学校
- 鹿沼市立東中学校 - 一時期、定期テストを全廃していた。
- 鹿沼市立西中学校
- 鹿沼市立北中学校
- 鹿沼市立北犬飼中学校
- 鹿沼市立北押原中学校
- 鹿沼市立加蘇中学校
- 鹿沼市立板荷中学校
- 鹿沼市立南摩中学校
- 鹿沼市立南押原中学校
- 鹿沼市立粟野中学校

#### 小学校

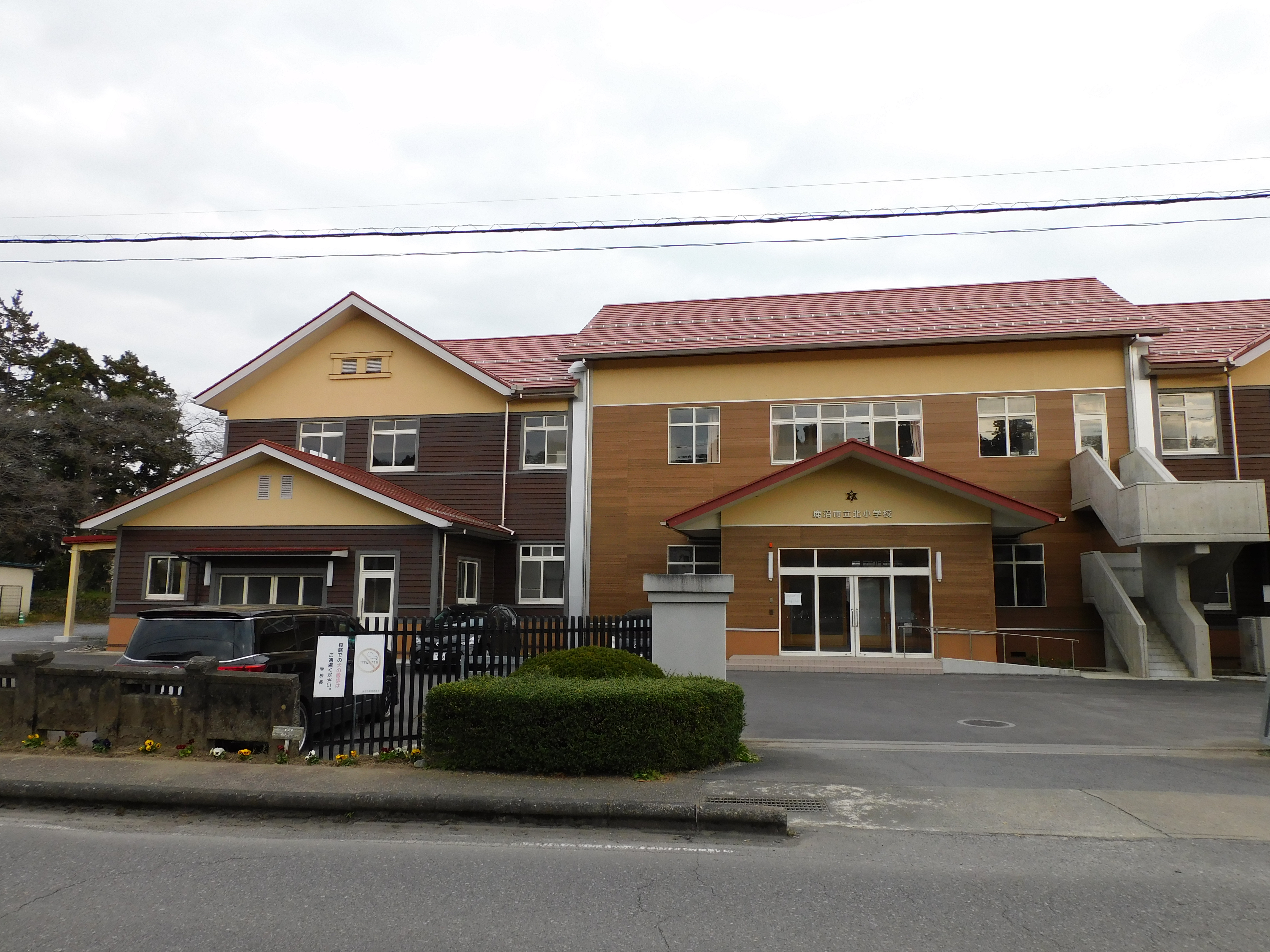
鹿沼市立北小学校

- 鹿沼市立中央小学校 - 校地は寛文3年（1663年）4代将軍徳川家綱の御成り御殿跡地。
- 鹿沼市立東小学校
- 鹿沼市立西小学校
- 鹿沼市立北小学校 - 大規模な木造校舎を現在も使用。
- 鹿沼市立菊沢東小学校
- 鹿沼市立菊沢西小学校
- 鹿沼市立石川小学校
- 鹿沼市立津田小学校
- 鹿沼市立池ノ森小学校
- 鹿沼市立さつきが丘小学校 - 校歌は渡辺貞夫が作曲。
- 鹿沼市立みどりが丘小学校
- 鹿沼市立北押原小学校
- 鹿沼市立加園小学校
- 鹿沼市立久我小学校 - 2019年閉校。
- 鹿沼市立板荷小学校
- 鹿沼市立南摩小学校
- 鹿沼市立上南摩小学校
- 鹿沼市立南押原小学校
- 鹿沼市立楡木小学校
- 鹿沼市立みなみ小学校
- 鹿沼市立粟野小学校
- 鹿沼市立清洲第一小学校
- 鹿沼市立清洲第二小学校 - ガッツ石松の母校。
- 鹿沼市立永野小学校
- 鹿沼市立粕尾小学校

### 郵便

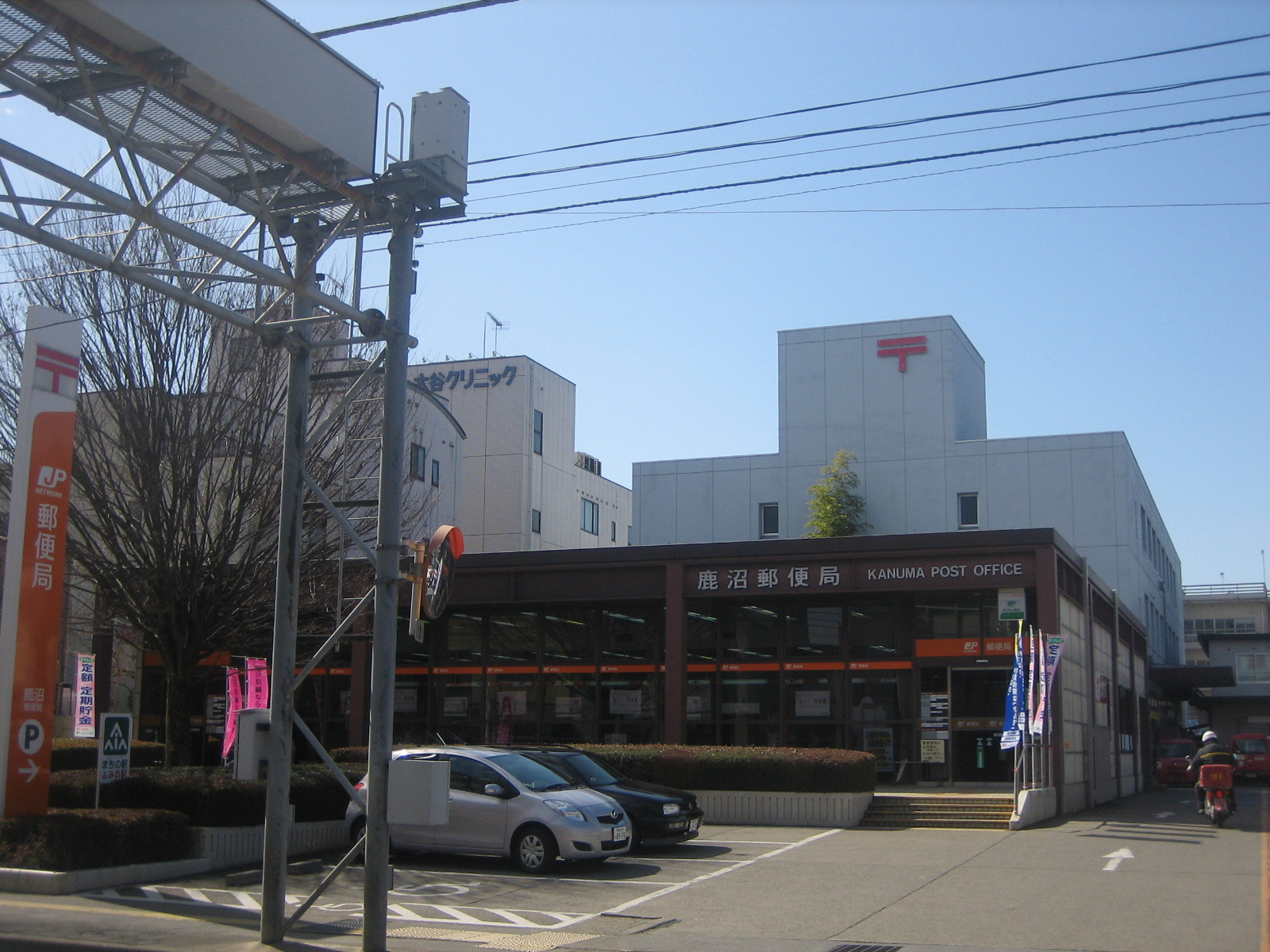
鹿沼郵便局（久保町）

郵便番号は以下が該当する。5の集配郵便局が集配を担当する。
- 鹿沼郵便局：「322-00xx」「322-01xx」「322-02xx」[注釈 2]
- 粟野郵便局：「322-03xx」「322-04xx」[注釈 3]
- 楡木郵便局：「322-05xx」
- 文挾郵便局（日光市内）：「321-11xx」（板荷地区）
- 梅沢郵便局（栃木市内）：「328-02xx」（永野地区）

#### 郵便局
鹿沼郵便局（07006）
- 粟野郵便局（07037）
- 草久郵便局（07049）
- 加園郵便局（07072）
- 粕尾郵便局（07074）
- 楡木郵便局（07080）
- 南摩郵便局（07093）
- 古峯ヶ原郵便局（07104）
- 鹿沼府所本町郵便局（07113）
- 永野郵便局（07151）
- 北犬飼郵便局（07165）
- 板荷郵便局（07196）
- 鹿沼泉町郵便局（07207）
- 鹿沼樅山郵便局（07216）
- 上粕尾郵便局（07217）
- 西鹿沼郵便局（07240）
- 鹿沼鳥居跡郵便局（07246）
- 鹿沼千渡郵便局（07277）
- 鹿沼上日向郵便局（07290）
- 鹿沼緑町郵便局（07294）
- 鹿沼下田町郵便局（07315）
- 鹿沼みなみ町郵便局（07316）
- 清洲簡易郵便局（07706）
- 仁神堂簡易郵便局（07731）
- 東大芦簡易郵便局（07746）

### 電話番号
一部地域（後述）を除く市内全域が鹿沼MAの管轄となり、市外局番は「0289」。収容局は以下の12ビルが該当し、市内局番は以下の通り。
- 鹿沼局：60,62-65
- 下久我局：65（8000番台）
- 板荷局：66
- 草久局：74
- 楡木局：75
- 北犬飼局：76
- 南摩局：77
- 上粕尾局：82
- 粕尾局：83
- 栃木永野局：84
- 栃木粟野局：85
- 入粟野局：86

下記地域は鹿沼市外の収容局が管轄となる。
- 文挟局（今市MA）：板荷の一部地域が該当。
- 足尾交換局2局（今市MA）：上粕尾の一部地域が該当。

## 経済
サツキと鹿沼土の産地で、「園芸のまち」としても有名。また、深岩石の産地でもある。

### 農業
減少傾向にあるが、野州麻の産地として全国一の生産量を誇る。また、粟野町を編入したことで、ソバの作付面積及び生産量が県内一となり、「鹿沼そば」として売り出している。
「鹿沼在来そば」は地理的表示に登録された。鹿沼の中山間地域は土地がやせていたため米の栽培が難しく、江戸時代からソバの栽培が盛んだった。ソバの実が小粒なのが特徴で寒暖差が大きい気候の影響で甘味成分が強く育つ。
上都賀農業協同組合（JAかみつが）

### 商工業
2021年、まちおこしの一環として、鹿沼商工会議所が東京藝術大学監修、石彫家石井琢郎氏作、横浜崎陽軒公認シウマイ像をJR鹿沼駅前に設置し「かぬまシウマイ」の売り出しを始めた。由来は横浜崎陽軒初代社長の野並茂吉が鹿沼出身であったことである。
- 鹿沼商工会議所[25]

#### 鹿沼木工団地（1964年（昭和39年）造成）
近代に入り、地場産業として家具や製材、木工品などの木工業が盛んである「木工のまち かぬま」。
- 鹿沼木工団地協同組合[26]

#### 鹿沼工業団地（1969年（昭和44年）造成）
- 鹿沼工業団地総合管理協会[27]
- エンプラス（電気機器）

関西ペイント（塗料）
- 下野新聞印刷センター
- ジェイ・エス・ピー（発泡プラスチック）
- 住友電工電子ワイヤー（電線）
- 住友ベークライト（プラスチック製品）
- デクセリアルズ（工業用接着剤）

東北村田製作所（バッテリー）
ダウ化工（スタイロフォーム・ウッドラックの製造）
東芝ライテック（蛍光ランプ・電球の製造）
- 大谷工業（鉄鋼製品）

#### 宇都宮西中核工業団地
- 宇都宮西中核工業団地事務組合

#### 他
- ナカニシ（医療用高速回転機器）
- 帝国繊維（消防用ホース、消防服、防災用品）
- ジーエムいちはら工業（消防車、消防艇）
- 大貫木材工業(木製型枠、住宅用パネル)
- 株式会社小林酒店[28]

#### 流通センター
- とちぎ流通センター協同組合[29]

### 金融機関
- 鹿沼相互信用金庫
- 足利銀行鹿沼支店
- 足利銀行鹿沼東支店
- 足利銀行楡木支店
- 足利銀行粟野支店
- 栃木銀行鹿沼支店
- 栃木銀行鹿沼東支店
- 筑波銀行鹿沼支店
- 中央労働金庫鹿沼支店
- とちぎんTT証券鹿沼支店

### 情報通信
- 下野新聞社鹿沼支局
- TKCカスタマーサポートサービス
- 鹿沼ケーブルテレビ
- かぬまインターネットTV

### 商業施設
- ヤオハン（八百半フードセンター）
- 福田屋鹿沼店
- ビバモール鹿沼店

ヨークベニマル鹿沼睦町店
- ヨークベニマル鹿沼店
- ヨークベニマル鹿沼上殿町店
- ヨークベニマル鹿沼千渡店
- アクロスプラザ鹿沼
- 生鮮市場TOP鹿沼店
- たいらや鹿沼店
- カスミ鹿沼店
- 業務スーパー鹿沼店
- トライアル鹿沼店
- ジェーソン鹿沼上殿店

### 宿泊保養施設
ホテルルートイン鹿沼インター
- HOTEL R9 The Yard
- ニューサンピア栃木 - 旧・栃木厚生年金休暇センター（ウェルサンピア栃木）

### 娯楽施設
- 鹿沼ヤングボウル[30]（ボウリング場）

他、市内にはゴルフ場が多数ある。

### 鹿沼市に本社を置く主な企業
- 鹿沼相互信用金庫
- 八百半フードセンター
- ナカニシ
- シブエ
- 鹿沼ケーブルテレビ
- Mipox

## 交通

### 鉄道
国際観光都市日光へと通じる二つの日光線、JR日光線と東武日光線が市内を縦断している。
東日本旅客鉄道（JR東日本）
■日光線
- - 鹿沼駅 -

東武鉄道
 東武日光線
- - 楡木駅 - 樅山駅 - 新鹿沼駅 - 北鹿沼駅 - 板荷駅 -

主に、東武鉄道が東京（特急で約80分）及び福島県会津方面への中距離輸送を、JRが宇都宮方面（普通で約15分）及び県内各地への近距離輸送を担っている。
中心市街地や集落に沿って走っている東武鉄道との繋がりが強く、東武日光線新鹿沼駅は特急全列車停車駅である。
また、新型特急スペーシアXの外装は鹿沼組子をモチーフとしており、和の雰囲気を醸し出しつつスタイリッシュな見た目で人気を博している。

### 路線バス
市内に宇都宮方面の路線バス運行の関東自動車鹿沼営業所と、鹿沼市民バス「リーバス」運行の関東自動車粟野営業所が所在する。
 関東自動車
鹿沼市民バス「リーバス」

### 長距離高速バス
バス停は、東北自動車道鹿沼インターチェンジ近くの「鹿沼インター入口」がある。主にJRバスが運行する系統が使用していた「鹿沼バスターミナル」停留所（鹿沼市上石川、楡木街道沿い）は2017年に廃止された。
- マロニエ号（成田線）
  - 鹿沼インター入口 - 宇都宮駅（西口） - 柳田車庫 - 真岡 - 成田空港
  - 柳田車庫 - 宇都宮駅（西口）- 鹿沼インター入口 - 佐野新都市バスターミナル - 成田空港

関東自動車・千葉交通の共同運行（一部便はJR日光駅発着）
- マロニエ号（羽田線）

柳田車庫 - 宇都宮駅（西口） - 東武宇都宮駅西口 - 鹿沼インター入口 - 佐野新都市バスターミナル - 羽田空港
関東自動車・東京空港交通の共同運行
- とちの木号

柳田車庫 - 宇都宮駅（西口） - 鹿沼インター入口 - 京都駅八条口 - 梅田（地下鉄東梅田駅） - なんば（大阪シティエアターミナル内） - ユニバーサル・スタジオ・ジャパン
関東自動車・近鉄バスの共同運行
- 夜行高速バス福島・宇都宮〜名古屋線

福島駅 - 郡山駅 - 宇都宮駅（西口） - 鹿沼インター入口 - 東岡崎駅 - 東名豊田 - 栄（オアシス21） - 名古屋・名鉄バスセンター
福島交通・名鉄バスの共同運行（関東自動車が支援）
- 那須・塩原号（関東自動車那須塩原営業所運行便のみ）

鹿沼インター入口 - 王子駅 - 池袋駅東口（降車のみ） - バスタ新宿（新宿駅）
那須・塩原方面へは鹿沼インター入口からの乗車はできない

### 鹿沼市のLRT構想
市議会議員23名全員による議員連盟が発足し、市内のLRT建設（延伸）が検討されている。

### 道路

#### 高速道路
E4 東北自動車道
- 鹿沼IC

#### 一般国道
国道121号：
宇都宮鹿沼道路（さつきロード）‐ 宇都宮市と跨り、料金所が鹿沼市にある。普通車1回160円（回数券は最大2割引になる）

国道293号

国道352号

#### 主要地方道
- 栃木県道3号宇都宮亀和田栃木線
- 栃木県道4号宇都宮鹿沼線
- 栃木県道6号宇都宮楡木線
- 栃木県道14号鹿沼日光線
- 栃木県道15号鹿沼足尾線
- 栃木県道32号栃木粕尾線
- 栃木県道37号栃木粟野線
- 栃木県道58号草久足尾線
- 栃木県道65号鹿沼下野線

#### 一般県道
- 栃木県道120号新鹿沼停車場線
- 栃木県道127号楡木停車場線
- 栃木県道137号樅山停車場線
- 栃木県道149号小来川文挾石那田線
- 栃木県道164号板荷玉田線
- 栃木県道177号上久我栃木線
- 栃木県道199号上永野下永野線
- 栃木県道217号鹿沼停車場線
- 栃木県道240号石裂上日向線
- 栃木県道241号上日向山越線
- 栃木県道246号草久粟野線
- 栃木県道268号鹿沼環状線
- 栃木県道280号入粟野引田線
- 栃木県道281号板荷引田線
- 栃木県道307号深程楡木線
- 栃木県道337号下日向粟野線

#### 街道
- 日光例幣使街道
- 日光西街道(壬生通り)
- 鹿沼街道
- 古峰原街道
- 楡木街道

#### 林道
- 基幹林道前日光線

## 文化
最近は「アートのまち」として文化的な成熟が見られる。

### 県立自然公園
前日光県立自然公園

### 公園
千手山公園
観覧車などの乗り物料金1回50円。映画「恋空」の撮影で使用された。桜、ツツジ（いずれも4月）が見どころ。
鹿沼運動公園（ヤオハンいちごパーク）
「檸檬のころ」の撮影で使用された。市制50周年 イースタンリーグ 横浜ベイスターズVS読売ジャイアンツ戦 開催。
城山公園
展望台の他、城山スカイローラーと呼ばれる無料のとても長いローラー式滑り台がある。ツツジ（4月）。
自然の森総合公園
体育館の「フォレストアリーナ」、サッカー場などを有する総合公園。

### 文化施設
- 鹿沼市立図書館
  - 鹿沼市立図書館粟野館
  - 鹿沼市立図書館東分館（ほんのす）
- 鹿沼市民文化センター（かぬまケーブルテレビホール）[36]

### 運動施設
- 鹿沼市総合体育館（TKCいちごアリーナ）

### 野外施設
- ザランタン鹿沼
- スノーピーク鹿沼キャンプフィールド&スパ
- 出会いの森総合公園オートキャンプ場
- REDROCKキャンプ場
- GLYPH前日光

### 観光
- 鹿沼市観光協会[37]
- まちの駅 新・鹿沼宿[38]

### グルメ
- 鹿沼こんにゃく
- いちご
- 鹿沼そば
  - にらそば
- かぬま牛 - 「かぬま牛」を扱う店舗が中心となり「焼肉のまちかぬま」としてPRしている。
- かぬまシウマイ - 崎陽軒初代社長の野並茂吉が鹿沼出身である縁で、鹿沼商工会議所からの提案で「シューマイ（シウマイ）によるまちづくり」を行っている[39]。
- 鹿沼名物焼きんとん
- 日光珈琲 - 市内に本店（カフェ）がある他、東武特急スペーシアXの車内カフェでもコーヒー等を販売している。

### パワースポット
- 深山巴の宿（じんぜん・ともえ） 上古において、修験者達が二荒山へ向かう宗教の道であったと同時に、足尾の鉱物を運ぶ金属の道でもあった。

### 社寺
- 古峯神社（ふるみねじんじゃ） - 大芦川上流に位置する。もともと古峰ヶ原（こぶがはら）は修験者達の休息場だったらしい。その後天狗の社として関東・東北各地で信仰を集めるようになる。特に明治に入り1880年代以降、各地で開通する蒸気機関車が火の粉を撒き散らすようになったが当時の民家は茅葺きであるため火の粉に弱く、羽扇を持つ天狗が火防（ひぶせ）の霊験大として信仰を急速に集めるようになった。栃木でも1890年（明治23年）に日本鉄道日光支線（現JR日光線）が開通すると、一層盛んになった。関東・東北の各集落に「古峯講中」「こぶがはら講」が存在し、 村の代表が代参して、奉納された多数の天狗の面や額に見守られながら、お籠もりをする。一の鳥居(24.6m)は銅製としては日本最大の大きさを誇る。天狗の御朱印でも人気。
- 今宮神社 - 天文3年（1535年）日光神領惣政所の地位にあった壬生綱房が、鹿沼築城と共に現在地に遷し、今宮権現と称して城の鎮守とした。10月の例大祭に行われる鹿沼今宮付け祭りは国の重要無形民俗文化財に指定されている。
- 加蘇山（かそやま）神社 - 『日本三代実録』に「授下野国賀蘇山神従五位下」と記載された国史見在社の論社。NHK大河ドラマ「義経」のロケ地（鞍馬寺として）。現在の本社はもとの下の宮。本来の本社は現在の奥社。神職は3家あったが現在は1家。県指定天然記念物の加蘇山の千本かつら、市指定天然記念物の加蘇山神社の杉がある。
- 賀蘇山（がそやま）神社 - 旧粟野町入粟野尾鑿に鎮座する。上記加蘇山神社とともに国史見在社の論社とされる。尾鑿山を神奈備とし、古くから山岳信仰が栄えた。
- 生子神社 - 毎年9月19日に「泣き相撲」が行われる。
- 磯山神社 - 紫陽花（6月）が人気。
- 医王寺 - 北半田(旧粟野町)に所在する真言宗豊山派の古刹で東高野山弥勒院を号する。
- 常楽寺 - 粕尾七不思議および録事尊伝説の名医中野智元(録事法眼)を祀り、毎年2月11日には録事尊大祭がおこなわれる。春は桜、秋には大量の彼岸花が咲く名所。
- 雄山寺 - 壬生義雄の菩提寺。雄山は義雄の法号。
- 光太寺 - 奥の細道の道中松尾芭蕉が笠を新調し、この地に古い笠を置いて行った。芭蕉の死後、寺では笠を埋め笠塚として弔ったという。
- 清林寺 - 中心市街地にあり、高さ19mのアウカナ佛が所在。例年4月には牡丹が見頃。

### 観光スポット
- 鹿沼市花木センター[40] - 5月のさつき祭りの際のサツキも見どころ。
- 野鳥の森
- 鹿沼錦鯉公園 - 桜（4月）
- 前日光ハイランドロッジ
- 前日光牧場
- 前日光つつじの湯交流館
- 古峰園 - 花菖蒲（6月）、紅葉（10月）
- 屋台のまち中央公園[41]
  - 彫刻屋台展示館
  - 掬翠園 - 紅葉（11月）
  - 観光物産館
- 川上澄生美術館
- 文化活動交流館（睦町） - 帝国繊維(株)西工場の石蔵2棟を譲り受けて公共建築に改修。大正初期の石蔵であり、鹿沼の近代産業を支えた近代化遺産として保存・活用が図られている。
- 蕎麦 - 粟野地区
- 大芦川 - 関東随一の清流と呼ばれ、人気のスポットになっている。
- 南摩ダム

### 祭事・催事
- 発光路の強飯式：1996年12月20日に国の重要無形民俗文化財に指定された。毎年1月3日に上粕尾の発光路公民館で行われる妙見神社の神事。本来は年行司(古太夫)の当番引き継ぎ式であるが、付随して役行者の末葉を称する山伏が強力と呼ばれる鬼神を使役して、座に招かれた客人に対し口上を述べながら碗に高盛の飯を強いる。年行司を労い、また村人にしきたり等を申し伝える行事である。
- 鹿沼今宮神社祭の屋台行事（鹿沼秋まつり）：2004年2月6日に国の重要無形民俗文化財に指定された。彫刻屋台の彫師としては江戸後期の石塚直吉（田沼出身）が知られる。神山政五郎（上久我出身）など地元に育った彫師も少なくない。「屋台」は「山車（だし）」ではなく、移動舞台である。もともとは付け舞台もあり、芝居が上演されたり、踊りが演じられたりした。現在は囃子連の移動舞台である。ユネスコ無形文化遺産登録。
- 奈佐原文楽：栃木県に現存する唯一の人形浄瑠璃。昭和33年（1958年）、現存人形頭43頭のうち20頭が栃木県指定有形文化財（工芸品）。昭和46年（1971年）4月、国の選択無形民俗文化財。昭和52年（1977年）、栃木県指定無形民俗文化財。奈佐原は例幣使街道の宿場町として遊廓などもあったため、遊芸も発達した。遅くとも文化年間には文楽座が形成され、その後衰微したが、明治25年（1892年）頃に在住した大阪文楽座の人形遣い吉田国造（後の西川小伊三郎）の指導を受け復活した。浄瑠璃は義太夫節で、人形は三人遣。上方の人形浄瑠璃と水戸系の人形芝居の影響を受けている。上演曲目は「三番叟」「寺小屋」「朝顔日記」「鎌倉三代記」「絵本太功記十段目」「阿波の鳴門順礼歌の段」「奥州安達原三段目」など。奈佐原文楽座の座員の大部分は地元の農民。2008年7月、鹿沼市出身でドイツ在住のホルン奏者中川由美子の仲介により、ミュンヘンの「日本まつり」で公演した。
- 泣き相撲：生子神社で実施される祭り（市の無形民俗文化財指定）。
- 花市（1月）：例年、末広通りの約1.5kmに亘って開催される。
- 鹿沼さつきマラソン（5月）
- 鹿沼さつき祭り（5月）：期間中、市内中心部の黒川河川公園で花火大会が行われる。

## 人物

### 著名な出身者
- 鈴木石橋（儒学者。私塾麗澤舎にて地域教育と窮民救済に尽力した。寛政の三奇人のひとり蒲生君平の師。鈴木家は鹿沼宿の本陣）
- 細川正義（新々刀期の刀工、水心子正秀門下、津山藩刀工）
- 下江秀太郎（北辰一刀流の剣術家）
- 奈良武次（栃木県唯一の陸軍大将。大正天皇、昭和天皇の侍従武官長。男爵。上南摩出身）
- 野並茂吉（加園出身で、シューマイメーカーとして有名な「崎陽軒」の創業者）
- 大貫さん（お笑い芸人、夫婦のじかん、元タカダ・コーポレーション）
- 飯塚毅（TKC創業者であり、禅哲学の実践者。彼を主人公にした高杉良原作の『不撓不屈』が2006年に映画化）
- 湯澤三千男（元内務大臣）
- 加藤敏夫（数学者）
- 柳田邦男（元NHK記者、ノンフィクション作家）
- 高口里純（漫画家）
- 大貫健一（アニメーター）
- 白石勝（文藝春秋会長）
- 渡辺久江（女子総合格闘家）
- 小倉恒（元プロ野球・投手）
- ガッツ石松（元プロボクサー 元WBC世界ライト級王者・タレント）
- 黒崎久志（元サッカー日本代表）旧登録名：黒崎比差支。
- 若林学（栃木ウーヴァFC所属）
- 若林芽育（フリーアナウンサー）
- 安藤久美子（フリーアナウンサー）
- 床邦（大相撲元特等床山 春日野部屋所属）本名：渡辺邦雄 平成20年名古屋場所限りで停年退職。
- 横手健（陸上競技選手）
- 木村庄之助 (20代) （大相撲元立行司 出羽海部屋所属）本名：後藤子之吉。近代名行司の第一人者で、行司史上屈指の名人と謳われている。
- 平野早矢香（卓球選手。ロンドンオリンピック日本代表・団体銀メダリスト）
- 栃木野竹三郎（元力士）
- 今井達也 （第98回全国高等学校野球選手権大会・優勝投手、埼玉西武ライオンズ 投手）
- 河村拓哉（クイザー、タレント、YouTuber）

### 鹿沼市にゆかりのある人物
- 松尾芭蕉（鹿沼に泊まる）芭蕉の笠塚のある光太寺がある。当地にて「鐘つかぬ里は何をか春の暮」「入相の鐘も聞こえず春の暮」と読んでいる。
- 千葉省三（児童文学）鹿沼市を舞台にした作品があり、記念館がある
- 高久靄厓（江戸後期の南画家。青年時代を鹿沼で過ごす）
- 久保田譲　旧名は久保田譲之助。二宮弥太郎の門人、報徳仕法を引き継ぎ日光県官吏として久保田堀（用水堀）を開削した。
- 宮崎駿（幼少期の一時期に疎開していた。）
- イザベラ・バード（鹿沼市のよく手入れされた麻畑や街道沿いの景色に日本の美しさを実感したと書いている。）

### スポーツ
- 今井達也 - プロ野球選手（埼玉西武ライオンズ所属）
- 松崎啄也 - プロ野球選手（読売ジャイアンツ所属）
- 平野早矢香 - 元女子卓球選手（2012年ロンドンオリンピック卓球競技・女子団体銀メダリスト）
- 福田舞（バレーボール）
- 福田陸人（ラグビー）
- 臼井麗香（ゴルフ）
- 山口颯斗 （バスケットボール選手）（茨城ロボッツ所属）

### 名誉市民
- 奈良武次
- 古澤俊一
- 飯塚毅
- 中西崇介（株式会社ナカニシ二代目社長）
- 柳田邦男